# Nutzerbezogene Bestandsdatenaktualisierung
Die Nutzerbezogene Bestandsdatenaktualisierung ist ein Verfahren zum Einfügen, Ändern und Löschen von Geodaten im Amtlichen Liegenschaftskatasterinformationssystem, das von der Arbeitsgemeinschaft der Vermessungsverwaltungen der Länder der Bundesrepublik Deutschland definiert und gepflegt wird. Es basiert auf der Normbasierten Austauschschnittstelle und ermöglicht es einerseits ausschließlich Änderungsdaten zu übermitteln und andererseits, Selektionen auf diesen Daten auszuführen. Als kleinste Einheiten der Änderungedaten werden ALKIS- und ATKIS-Objekte wie Höhenlinien oder Begrenzungsflächen geliefert. 
Die Daten werden in verschiedenen Typen an die Nutzer abgegeben. Es werden unterschieden:
- Grundausstattung
- Differenzdaten ohne oder mit Historie
- Änderungsdaten ohne oder mit Historie

Der Unterschied zwischen Differenz- und Änderungsdaten besteht darin, dass erstere stichtagsbezogen sind, während letztere den gesamten Änderungsverlauf eines Objektes wiedergeben. 
Außerdem ist es möglich, Arten von Abgaben an die Nutzer zu unterscheiden:
- Standardmäßig werden in definierten Zeitintervallen Änderungsdaten übermittelt.
- Zwischenzeitliche Abgaben werden auf besondere Anforderung übermittelt.
- Die Standardabgaben können wiederholt werden ("Wiederholungslauf").
- Wiederholungsläufe und Zwischenabgaben können kombiniert werden ("Aufholungslauf auf Abruf").
- Wiederholungsabgaben und Standardabgaben können kombiniert werden ("Aufholungslauf bis Intervallende").

Alle Abgabearten können portiioniert, also in kleinere Datenpakete zerlegt abgerufen werden.